# Titularbistum Molicunza
Molicunza ist ein Titularbistum der römisch-katholischen Kirche.
Es geht zurück auf einen Bischofssitz in der gleichnamigen antiken Stadt, die in der Spätantike in der römischen Provinz Mauretania Sitifensis (heute nördliches Algerien) lag. Spätestens im Zuge der islamischen Expansion ging der Bischofssitz unter.
| Titularbischöfe von Molicunza |                                |                                        |                  |                   |
| Nr.                           | Name                           | Amt                                    | von              | bis               |
| 1                             | Henri Joseph Marius Piérard AA | emeritierter Bischof von Beni (Zaïre)  | 17. Mai 1966     | 27. April 1973    |
| 2                             | Tomás Angel Romero Gross OP    | Apostolischer Vikar von Puyo (Ecuador) | 5. Juli 1973     | 28. Februar 1990  |
| 3                             | Cyprian Monis                  | Weihbischof in Kalkutta (Indien)       | 26. März 1994    | 24. Oktober 1997  |
| 4                             | Rémi Sainte-Marie MAfr         | Weihbischof in Dedza (Malawi)          | 14. Februar 1998 | 7. September 2000 |
| 5                             | Agnelo Rufino Gracias          | Weihbischof in Bombay (Indien)         | 13. März 2001    |                   |